# Heinz Wiendl
Heinz Wiendl (* 1968 in Rötz) ist ein deutscher Neurologe und Universitätsprofessor am Universitätsklinikum Freiburg. Er ist bekannt für seine Arbeiten auf dem Gebiet entzündlicher Erkrankungen des Nervensystems und besonders zu Multipler Sklerose.

## Leben
Wiendl studierte Psychologie (1989–1990) und Humanmedizin (1989–1996) an der Duke University, North Carolina, dem Kantonsspital Basel und der Universität Erlangen-Nürnberg. 1996 erhielt er die Approbation als Arzt. Von 1997 bis 1998 arbeitete er als wissenschaftlicher Mitarbeiter und Forschungsstipendiat am Anatomischen Institut der Universität Erlangen-Nürnberg (Neuroanatomie und Histologie) sowie an der neurologischen Klinik Erlangen. Es folgte ein Aufenthalt als Forschungsstipendiat der DFG am Max-Planck-Institut für Neurobiologie, Martinsried (1998–2000). Von 2000 bis 2004 war Wiendl wissenschaftlicher Mitarbeiter an der Neurologischen Klinik der Universität Tübingen. Dort machte er seine Facharztausbildung, die er 2004 abschloss, und war Leiter der Nachwuchsforschergruppe Neuroimmunologie (Interdisziplinäres Zentrum für Klinische Forschung (IZKF) Tübingen). Nach seiner Habilitation (2004) folgte er dem Ruf auf eine C3-Professur für Neurologie mit Schwerpunkt Neuroimmunologie am Universitätsklinikum Würzburg. Dort arbeitete Wiendl als Leitender Oberarzt sowie Leiter der Klinischen Forschungsgruppe für Multiple Sklerose. 2010 wurde er zum Direktor der Klinik für Neurologie – Abteilung für entzündliche Erkrankungen des Nervensystems und Neuroonkologie am Universitätsklinikum Münster (UKM) berufen. Von 2013 bis 2024 war er Direktor der Klinik für Neurologie mit Institut für Translationale Neurologie am UKM. Zum 1. Oktober 2024 nahm Wiendl den Ruf an das Universitätsklinikum Freiburg an und ist seitdem Ärztlicher Direktor der dortigen Klinik für Neurologie und Neurophysiologie. Er ist Mitbegründer der Firmen Molecular Signature Diagnostics, Cell Signature Diagnostics, Prof. Valmed - validated medical information GmbH und der Valmed Academy. 2016 wurde er in das Fachkollegium Neurowissenschaften der Deutschen Forschungsgemeinschaft (DFG) berufen, und 2019 für eine zweite Amtszeit (2020–2023) wiedergewählt. Die Universität Sydney verlieh ihm 2017 eine Ehrenprofessur für Neurologie.

## Wissenschaftlicher Beitrag
Im Zentrum der forschenden und klinischen Tätigkeit von Wiendl stehen entzündliche Erkrankungen des Nervensystems. Am Beispiel der Multiplen Sklerose untersucht er insbesondere Aspekte der Immunregulation, der Interaktion des Immunsystems mit dem Nervensystem sowie der Immunzellwanderung und erforscht Biomarker, aus denen sich Informationen zu Prognose sowie Therapie der MS ergeben. Zentrales Thema ist das Verständnis und die Entwicklung von Immuntherapien bei neurologischen Erkrankungen. Dabei verfolgt er einen translationalen Ansatz. Dazu baute er in Münster eine Biobank auf. Wiendl war an der Entwicklung verschiedener Therapien der MS beteiligt, darunter Daclizumab und Ofatumumab. Er baute ferner das Krankheitsbezogene Kompetenznetzwerk Multiple Sklerose (KKNMS) auf. Zudem war er bis 2024 Sprecher des Transregio-Sonderforschungsbereichs 128 „Multiple Sklerose“ der Deutschen Forschungsgemeinschaft. Im Jahr 2019 warb Wiendl als einer der Hauptantragssteller erfolgreich Fördergelder der Deutschen Bundesregierung für den Bau des „Body and Brain Institute Münster“ ein und war bis 2024 Sprecher des Projekts.

## Mitgliedschaften in internationalen wissenschaftlichen Vereinigungen
Wiendl ist Mitglied in folgenden Vereinigungen: Deutsche Gesellschaft für Immunologie (DGI), Deutsche Multiple Sklerose Gesellschaft (DMSG), Deutsche Gesellschaft für Muskelkranke (DGM), Deutsche Gesellschaft für Neurologie (DGN), International Society for Neuroimmunology (ISNI), Editorial Board der Public Library of Science (PLoS) ONE, Fachkollegium Neurowissenschaften der Deutschen Forschungsgemeinschaft, Canadian Institutes of Health Research (CIHR) sowie im Jahr 2023 Fellow der European Academy of Neurology (EAN), und der American Academy of Neurology (AAN).

## Drittmittelprojekte
Wiendl erhält Fördermittel von der EU, dem Nordrhein-Westfälischen sowie dem Bundesministerium für Bildung und Forschung (BMBF), der Deutschen Forschungsgesellschaft und der Deutschen Myasthenie-Gesellschaft e.V.

## Ehrungen und Auszeichnungen
- 2017 Honorary Professor der Sydney Medical School
- 2015 Preis der Roman, Marga und Mareille Sobek-Stiftung für Multiple-Sklerose-Forschung, verliehen von der Deutschen Multiple Sklerose-Gesellschaft (DMSG)[19]
- 2009 Heinrich-Pette-Preis der Deutschen Gesellschaft für Neurologie (DGN)[20]
- 2004 Sobek-Nachwuchs-Preis der Deutschen Multiple Sklerose-Gesellschaft (DMSG)[21]
- 2003 Felix-Jerusalem-Preis der Deutschen Gesellschaft für Muskelerkrankungen (DGM)

## Publikationen
Wiendl publizierte mehr als 750 wissenschaftliche Originalarbeiten und Übersichtsartikel, mehrere Bücher, Buchkapitel und Monographien (Stand Januar 2025). Ausgewählte Publikationen:
- X. Montalban, P. Vermersch, D.L. Arnold, A. Bar-Or, B.A.C. Cree, A.H. Cross, E. Kubala Havrdova, L. Kappos, O. Stüve, H. Wiendl, J.S. Wolinsky, F. Dahlke, C. Le Bolay, L. Shen Loo, S. Gopalakrishnan, Y. Hyvert, A. Javor, H. Guehring, N. Tenenbaum, D. Tomic; evolutionRMS investigators. Safety and efficacy of evobrutinib in relapsing multiple sclerosis (evolutionRMS1 and evolutionRMS2): two multicentre, randomised, double-blind, active-controlled, phase 3 trials. Lancet Neurol. Band 23, Nr. 11, Nov 2024, S. 1119–1132.
- T. Schneider-Hohendorf, C. Wünsch, S. Falk, C. Raposo, F. Rubelt, H. Mirebrahim, H. Asgharian, U. Schlecht, D. Mattox, W. Zhou, E. Dawin, M. Pawlitzki, S. Lauks, S. Jarius, B. Wildemann, J. Havla, T. Kümpfel, M. C. Schrot, M. Ringelstein, M. Kraemer, C. Schwake, T. Schmitter, I. Ayzenberg, K. Fischer, S.G. Meuth, O. Aktas, M.W. Hümmert, J.R. Kretschmer, C. Trebst, I. Kleffner, J. Massey, P.A. Muraro, H. Chen-Harris, C.C. Gross, L. Klotz, H. Wiendl*, N. Schwab*. Broader anti-EBV TCR repertoire in multiple sclerosis: disease specificity and treatment modulation. Brain. (Epub 2024 Jul 18) (*geteilte Letztautorenschaft)
- C.C. Gross*, A. Schulte-Mecklenbeck*, O.V. Steinberg*, T. Wirth*, S. Lauks*, S. Bittner*, P. Schindler, S. E. Baranzini, S. Groppa, J. Bellmann-Strobl, N. Bünger, C. Chien, E. Dawin, M. Eveslage, V. Fleischer, G. Gonzalez-Escamilla, B. Gisevius, J. Haas, M. Kerschensteiner, L. Kirstein, C. Korsukewitz, L. Lohmann, J. D. Lünemann, F. Luessi, Georg Meyer zu Hörste, J. Motte, T. Ruck, K. Ruprecht, N. Schwab, F. Steffen, S. G. Meuth, F. Paul, B. Wildemann, T. Kümpfel, R. Gold, T. Hahn, F. Zipp, L. Klotz*, H. Wiendl*, KKNMS: Multiple sclerosis endophenotypes identified by high-dimensional blood signatures are associated with distinct disease trajectories. Sci Transl Med. (Epub 2024 Mar 27) (*geteilte Erst-/Letztautorenschaft).
- P. Ostkamp, M. Deffner, A. Schulte-Mecklenbeck, C. Wünsch, I.-N. Lu, G. F. Wu, S. Goelz, P. L. De Jager, T. Kuhlmann, C. C. Gross, L. Klotz, G. Meyer zu Hörste, H. Wiendl*, T. Schneider-Hohendorf*, N. Schwab*: A single-cell analysis framework allows for characterization of CSF leukocytes and their tissue of origin in multiple sclerosis. Sci Transl Med. Band 14, Nr. 673, Nov 2022, S. eadc9778. (*geteilte Letztautorenschaft).
- T. Schneider-Hohendorf*, L. A. Gerdes*, B. Pignolet*, R. Gittelman R, P. Ostkamp, F. Rubelt, C. Raposo, B. Tackenberg, M. Riepenhausen, C. Janoschka, C. Wünsch, F. Bucciarelli, A. Flierl-Hecht, E. Beltrán, T. Kümpfel, K. Anslinger, C. C. Gross, H. Chapman, I. Kaplan, D. Brassat, H. Wekerle, M. Kerschensteiner, L. Klotz, J. D. Lünemann, R. Hohlfeld, R. Liblau*, H. Wiendl*, N. Schwab*: Broader Epstein-Barr virus-specific T cell receptor repertoire in patients with multiple sclerosis. In: J Exp Med. Band 219, Nr. 11, Nov 2022, S. e20220650. (*geteilte Erst-/Letztautorenschaft).
- S. Räuber*, M. Heming*, J. Repple*, T. Ruland*, R. Kuelby*, A. Schulte-Mecklenbeck, C. C. Gross, V. Arolt, B. Baune, T. Hahn, U. Dannlowski, S. G. Meuth, N. Melzer, H. Wiendl, G. Meyer Zu Hörste: Cerebrospinal fluid flow cytometry distinguishes psychosis spectrum disorders from differential diagnoses. In: Mol Psychiatry. Band 26, Nr. 11, Dec 2021, S. 7661-7670.(*geteilte Erstautorenschaft)
- C. C. Gross*, A. Schulte-Mecklenbeck*, L. Madireddy, M. Pawlitzki, C. Strippel, S. Räuber, J. Krämer, L. Rolfes, T. Ruck, C. Beuker, A. Schmidt-Pogoda, L. Lohmann, T. Schneider-Hohendorf, T. Hahn, N. Schwab, J. Minnerup, N. Melzer, L. Klotz, S. G. Meuth, G. Meyer Zu Hörste, S. E. Baranzini, H. Wiendl (2021) Classification of neurological diseases using multi-dimensional CSF analysis. In: Brain. Band 144, Nr. 9, Oct 2021, S. 2625-2634. (*geteilte Erstautorenschaft)
- P. Ostkamp, A. Salmen, B. Pignolet, D. Görlich, T. F. M. Andlauer. A. Schulte-Mecklenbeck, G. Gonzalez-Escamilla, F. Bucciarelli, I. Gennero, J. Breuer, G. Antony, T. Schneider-Hohendorf, N. Mykicki, A. Bayas, F. Then Bergh, S. Bittner, H. P. Hartung, M. A. Friese, R. A. Linker, F. Luessi, K. Lehmann-Horn, M. Mühlau, F. Paul, M. Stangel, B. Tackenberg, H. Tumani, C. Warnke, F. Weber, B. Wildemann, U. K. Zettl, U. Ziemann, B. Müller-Myhsok, T. Kümpfel, L. Klotz, S. G. Meuth, F. Zipp, B. Hemmer, R. Hohlfeld, D. Brassat, R. Gold, C. C. Gross, C. Lukas, S. Groppa, K. Loser, H. Wiendl*, N. Schwab*; German Competence Network Multiple Sclerosis (KKNMS) and the BIONAT Network: Sunlight exposure exerts immunomodulatory effects to reduce multiple sclerosis severity. In: Proc Natl Acad Sci U S A. Band 118, Nr. 1, Jan 2021, S. e2018457118. (*geteilte Letztautorenschaft)
- M. Heming*, X. Li*, S. Räuber, A. K. Mausberg, A. L. Börsch, M. Hartlehnert, A. Singhal, I. N. Lu, M. Fleischer, F. Szepanowski, O. Witzke, T. Brenner, U. Dittmer, N. Yosef, C. Kleinschnitz, H. Wiendl, M. Stettner*, G. Meyer Zu Hörste*: Neurological Manifestations of COVID-19 Feature T Cell Exhaustion and Dedifferentiated Monocytes in Cerebrospinal Fluid. In: Immunity. Band 54, Nr. 1, Jan 2021, S. 164-175.e6. (*geteilte Erst-/Letztautorenschaft)
- L. A. Gerdes, C. Janoschka, M. Eveslage, B. Mannig, T. Wirth, A. Schulte-Mecklenbeck, S. Lauks, L. Glau, C. C. Gross, E. Tolosa, A. Flierl-Hecht, B. Ertl-Wagner, F. Barkhof, S. G. Meuth, T. Kümpfel, H. Wiendl, R. Hohlfeld*, L. Klotz*: Immune signatures of prodromal multiple sclerosis in monozygotic twins. In: Proc Natl Acad Sci U S A. Band 117, Nr. 35, Sep. 2020, S. 1546–21556.
- S.L. Hauser, A. Bar-Or, J.A. Cohen, G. Comi, J. Correale, P.K. Coyle, A.H. Cross, J. de Seze, D. Leppert, X. Montalban, K. Selmaj, H. Wiendl, C. Kerloeguen, R. Willi, B. Li, A. Kakarieka, D. Tomic, A. Goodyear, R. Pingili, D.A. Häring, K. Ramanathan, M. Merschhemke, L. Kappos: ASCLEPIOS I and ASCLEPIOS II Trial Groups. (2020) Ofatumumab versus Teriflunomide in Multiple Sclerosis. N Engl J Med. Band 383, Nr. 6, Aug 2020, S. 546–557.
- D. Schafflick, C. A. Xu, M. Hartlehnert, M. Cole, A. Schulte-Mecklenbeck, T. Lautwein, J. Wolbert, M. Heming, S. G. Meuth, T. Kuhlmann, C. C. Gross, H. Wiendl, N. Yosef*, G. Meyer Zu Horste*: Integrated single cell analysis of blood and cerebrospinal fluid leukocytes in multiple sclerosis. In: Nat Commun. Band 11, Nr. 1, Jan. 2020, S. 247. (*geteilte Letztautorenschaft)
- L. Klotz*, M. Eschborn*, M. Lindner*, M. Liebmann, M. Herold, C. Janoschka, B. Torres Garrido, A. Schulte-Mecklenbeck, C. C. Gross, J. Breuer, P. Hundehege, V. Posevitz, B. Pignolet, G. Nebel, S. Glander, N. Freise, J. Austermann, T. Wirth, G. R. Campbell, T. Schneider-Hohendorf, M. Eveslage, D. Brassat, N. Schwab, K. Loser, J. Roth, K. B. Busch, M. Stoll, D. J. Mahad, S. G. Meuth, T. Turner, A. Bar-Or, H. Wiendl: Teriflunomide treatment for multiple sclerosis modulates T cell mitochondrial respiration with affinity-dependent effects. In: Sci Transl Med. Band 11, Nr. 490, Mai 2019, S. eaao5563
- H. Wiendl Publikationsliste ResearchGate
- H. Wiendl Publikationsliste PubMed